# Петровский, Виль Семёнович
Виль Семёнович Петровский — российский учёный в области гидроакустики, доктор технических наук, первый директор НИИ «Атолл», лауреат Государственной премии СССР (1971) и премии имени А. Н. Крылова (1973).
Родился 10 сентября 1924 г. в Киеве. В августе 1941 г., когда ему ещё не было 17 лет, добровольцем ушёл на фронт. В 1944 г. демобилизован в связи с ранением и контузией.
В 1951 г. окончил Ленинградский политехнический институт им. М. И. Калинина по специальности «техническая механика» (физико-механический факультет).
С 1951 г. по 1976 г. работал в ЦНИИ имени академика А. Н. Крылова в должностях от инженера до начальника 6-го отделения (1972-1976). Создал и возглавил комплексную лабораторию исследования проблем снижения корабельных акустических помех работе ГАС. Защитил кандидатскую (1955) и докторскую (1968) диссертации. Профессор.
С 1976 по 1998 г. в НИИ «Атолл» (г. Дубна): директор (1976-1982), начальник научно—исследовательского сектора, ведущий научный сотрудник, заместитель директора по научной работе.
Специалист в области гидродинамики и гидроакустики. Разрабатывал новое направление, связанное с проблемами гидродинамической акустики.
Лауреат Государственной премии СССР (1971) и премии имени А. Н. Крылова (1973). Заслуженный деятель науки и техники РСФСР. Награждён орденами Красной Звезды и Отечественной войны I степени (06.04.1985).
Умер 7 января 2003 г.
Сочинения:
- Гидродинамические источники звука / И. Я. Миниович, А. Д. Перник, В. С. Петровский. — Ленинград : Судостроение, 1972. — 477, [1] с., [1] л. ил. : черт. ; 22 см. — Библиогр. в конце частей. — 2000 экз.
- Гидродинамические проблемы турбулентного шума [Текст]. — Ленинград : Судостроение, 1966. — 252 с. : граф.; 22 см.
- Нестационарные задачи гидроакустики / В. С. Петровский. — Л. : Судостроение, 1988. — 263,[1] с. : ил.; 22 см.
- Анализ нестационарных акустических процессов : Теорет. основы / В. С. Петровский. — М. : Изд-во стандартов, 1987. — 224 с. : ил.; 21 см.